# كارلينهوس (لاعب كرة قدم مواليد 1986)
كارلينهوس (بالبرتغالية: Carlos Emiliano Pereira‏) هو لاعب كرة قدم برازيلي في مركز ظهير ‏، ولد في 29 نوفمبر 1986 في بيريبيري في البرازيل. لعب مع نادي اتلتيكو سوروكابا ونادي إيكاسا ونادي غواراني ونادي كوريتيبا.

## وصلات خارجية
- كارلينهوس (لاعب كرة قدم مواليد 1986) على موقع قاعدة بيانات كرة القدم.إي يو (الإنجليزية)
- كارلينهوس (لاعب كرة قدم مواليد 1986) على موقع Soccerway.com (الإنجليزية)
- كارلينهوس (لاعب كرة قدم مواليد 1986) على موقع عالم كرة القدم.نت (الإنجليزية)